# Krasimir Stojanow (kosmonauta)
Krasimir Michajłow Stojanow (bułg. Красимир Михайлов Стоянов; ur. 24 stycznia 1961 w Warnie) – bułgarski astronauta i pułkownik.
Ukończył Technikum Budowy Okrętów w jego rodzinnym mieście oraz Wyższą Szkołę Sił Powietrznych im. Georgiego Benkowskiego w 1984 roku w Dołnej Mitropolii. Od 1984 do 1986 roku służył jako pilot myśliwski w Siłach Powietrznych NRB-u.
W 1986 roku został wybrany do bułgarsko-radzieckiego programu kosmicznego Szipka. Ukończył szkolenie w Centrum Wyszkolenia Kosmonautów im. J. Gagarina. W 1988 roku w załodze statku kosmicznego Sojuz TM-5 był dublerem bułgarskiego kosmonauty Aleksandyra Aleksandrowa.
Żonaty z Ludmiłą, z którą ma córkę Michaelę i syna Dobromira.